# Vestingsbrigade Belfort
was een Duitse brigadestaf van de Wehrmacht tijdens de Tweede Wereldoorlog.

## Oprichting en krijgsgeschiedenis
De brigade
De Vestingsbrigade Belfort (Duits: Festungs-Brigade Belfort) werd opgericht in Belfort op 4 november 1944, door omdopen van de staf van Brigade von Oppen. De brigade werd gebruikt ter verdediging van de stad Belfort en omliggend gebied.
Een einddatum van de brigade is niet bekend, maar Belfort zelf werd bevrijd op 22 november 1944.

## Slagorde (15 november 1944)
- Festungs-SS-MG-Bataillon 806
- Festungs-MG-Bataillon 50
- Stab / Festungs-Regiment 24
- SS-MG-Bataillon 812
- Festungs-Bataillon 1414
- Festungs-Panzerjäger-Kompanie 10/X
- Artilleriegruppe Belfort
- Artillerie-Abteilung 1314
- 3./Luftwaffen-Pionier-Bataillon 7

## Bovenliggende bevelslagen
| Legerkorps            | Leger     | Legergroep     | Plaats/regio            | Begin            | Eind               |
| --------------------- | --------- | -------------- | ----------------------- | ---------------- | ------------------ |
| 85e Legerkorps z.b.V. | 19. Armee | Heeresgruppe G | Zuid-Frankrijk, Belfort | 4 november 1944  | 14 november 1944   |
| 63e Legerkorps        | 19. Armee | Heeresgruppe G | boven-Rijn, Elzas       | 14 november 1944 | eind november 1944 |

## Commandanten
| Rang   | Naam             | Begin            | Eind               |
| ------ | ---------------- | ---------------- | ------------------ |
| Oberst | Rudolf von Oppen | 4 november 1944  | 14 november 1944   |
|        | ??               | 14 november 1944 | eind november 1944 |

Vestingsbrigade Almers · Vestingsbrigade Belfort · Vestingsbrigade Korfoe · Vestingsbrigade Kreta · 1e Vestingsbrigade Kreta · 2e Vestingsbrigade Kreta · Vestingsbrigade Lofoten · Vestingsbrigade Sebastopol · 135e Vestingsbrigade · 939e Vestingsbrigade · 963e Vestingsbrigade · 964e Vestingsbrigade · 966e Vestingsbrigade · 967e Vestingsbrigade · 968e Vestingsbrigade · 969e Vestingsbrigade · 1017e Vestingsbrigade